# 60
60 је била преступна година.

## Догађаји
- Умро је Прасутагус, владар племена Ицени у Британији. Римљани проглашавају сву његову имовину заплењеном. Светоније Паулин је покушао да освоји острво Мона (Енглеска).
- Поход Плауција Силвана преко Дунава. Припајање Олбије и Тира Риму.
- Гнеј Домиције Корбуло протерује Тиридата из Јерменије и замењује га римским штићеником Тиграном . Савез Рима са Хирканијом, зависним од Партије.
- 60-62 – гувернер Јудеје Порције Фест.
- Котанци и Хуни опседају Aрканд.